# Либлинг (Тимиш)
Либлинг (рум. Liebling) насеље је у Румунији у округу Тимиш у општини Либлинг. Oпштина се налази на надморској висини од 90 m.

## Историја
По "Румунској енциклопедији" место се помиње 1332. године. Насеље је плански грађено и колонизовано 1786-1788. године. Комесар Валбрун је за насељенике протестанте Немце подигао 290 нових кућа. Гувернер је променио 1828. године првобитно име колоније, и дао садашњи германизован назив. Исте године подигнута је лутеранска јеванђелска црква. Епидемија куге је 1859. године преполовила немачко становништво.

## Становништво
Према подацима из 2002. године у насељу је живело 3735 становника.

### Попис2002.
| Расподела становништва по националности 2002.‍ | Расподела становништва по националности 2002.‍ | Расподела становништва по националности 2002.‍ | Расподела становништва по националности 2002.‍ | Расподела становништва по националности 2002.‍ |
| --------------------------------------------- | --------------------------------------------- | --------------------------------------------- | --------------------------------------------- | --------------------------------------------- |
|                                               |                                               |                                               |                                               |                                               |
| Румуни                                        | Румуни                                        |                                               | 3.368                                         | 90,3%                                         |
| Мађари                                        | Мађари                                        |                                               | 176                                           | 4,7%                                          |
| Роми                                          | Роми                                          |                                               | 142                                           | 3,8%                                          |
| Украјинци                                     | Украјинци                                     |                                               | 5                                             | 0,1%                                          |
| Немци                                         | Немци                                         |                                               | 32                                            | 0,9%                                          |
| Словаци                                       | Словаци                                       |                                               | 8                                             | 0,2%                                          |

### Хронологија
| Година       | 1992 | 1993 | 1994 | 1995 | 1996 | 1997 | 1998 | 1999 | 2000 | 2001 | 2002 | 2003 | 2004 | 2005 | 2006 | 2007 | 2008 | 2009 | 2010 | 2011 | 2012 | 2013 | 2014 | 2015 | 2016 | 2017 |
| ------------ | ---- | ---- | ---- | ---- | ---- | ---- | ---- | ---- | ---- | ---- | ---- | ---- | ---- | ---- | ---- | ---- | ---- | ---- | ---- | ---- | ---- | ---- | ---- | ---- | ---- | ---- |
| Становништво | 3448 | 3474 | 3565 | 3599 | 3698 | 3714 | 3758 | 3785 | 3786 | 3802 | 3795 | 3837 | 3865 | 3866 | 3878 | 3891 | 3960 | 4020 | 4056 | 4071 | 4084 | 4070 | 4043 | 4057 | 4108 | 4145 |